# 郭凡
郭凡（1985年12月10日—），中国短跑运动员，是2009年中國全國運動會男子100公尺銅牌得主，以10.37秒（W：-0.1）奪得2009年亞洲田徑錦標賽男子100公尺銅牌。2012年8月，郭凡代表中國參加夏季奧林匹克運動會男子4×100公尺接力，擔任第一棒，以38.38秒（RT：0.176）位列預賽第1組第五，刷新中國全國4×100公尺接力紀錄，未能晉級決賽。

## 外部連結
- 郭凡在国际奥林匹克委员会的资料
- 郭凡在的頁面